# 狭叶青苦竹
狭叶青苦竹（学名：[Pleioblastus chino var. hisauchii] 错误：{{Lang}}：文本有斜体标记（帮助））为禾本科大明竹属下的一个变种。

## 扩展阅读
- 維基物種上的相關：狭叶青苦竹